# Semovente 75/18
Der Semovente da 75/18 war ein italienisches Sturmgeschütz, das im Zweiten Weltkrieg eingesetzt wurde. Der Name ist die italienische Entsprechung des Begriffs Selbstfahrlafette. Das Fahrzeug bestand aus einem Aufbau mit einem relativ modernen Geschütz, den man auf die Wanne veralteter Panzertypen gesetzt hatte.

## Planung und Aufbau

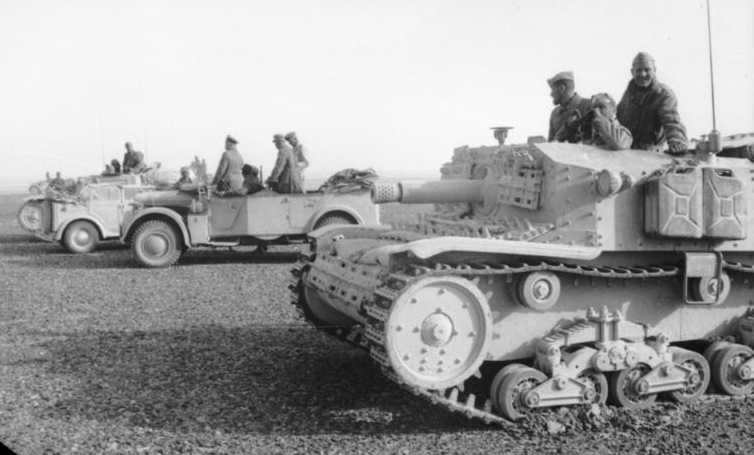
Semovente 75/18, 1942

Auf Vorschlag des italienischen Oberst Sergio Berlese, ein Gegenstück zum deutschen StuG III zu entwickeln, benutzte man den Kampfpanzer M13/40, um bis zum Februar 1941 die ersten Prototypen einer solchen Waffe zu bauen. Das Konzept des StuG mit einem gepanzerten festen Aufbau wurde übernommen, als Waffe wurde das Gebirgsgeschütz 75 mm L/18 Modello 34 modifiziert und mit einem Seitenrichtbereich von 40° in den Aufbau verbaut. Als Antrieb verwendeten die ersten Fahrzeuge noch den mit 125 PS (91,93 kW) schwächeren Dieselmotor des M13/40-Panzers, spätere Baumuster auf Basis des M14/41 erhielten einen 145 PS (108 kW) leistenden Diesel. Modelle auf Basis des M15/42 wurden von einem Benzinmotor mit 192 PS angetrieben. Der genietete Aufbau war an der Frontseite in zwei Lagen bis zu 50 mm dick gepanzert.
Die 75-mm-Hauptbewaffnung produzierte mit 18 Kaliberlängen nur eine geringe Mündungsgeschwindigkeit und war deshalb gegen fahrende Ziele nur bedingt zu verwenden. Das Geschoss flog bei maximaler Rohrerhöhung bis zu 9500 m weit. 44 Granaten konnten mitgeführt werden – einige Mannschaften sollen jedoch bis zu 100 Geschosse in den Innenraum gezwängt haben. Neben Sprenggranaten konnte ein Effeto Pronto genanntes Hohlladungsgeschoss mit 70 mm Durchschlagsleistung gegen Panzer verschossen werden.

### Weiterentwicklung
Weiterentwicklungen des 75/18 führten zu zwei ähnlichen Modellen auf Basis des Panzers M15/42. Der Semovente da 75/34 war mit einer längeren 75-mm-Kanone bewaffnet und der Semovente da 105/25 mit einer 105-mm-Kanone.

## Einsatz

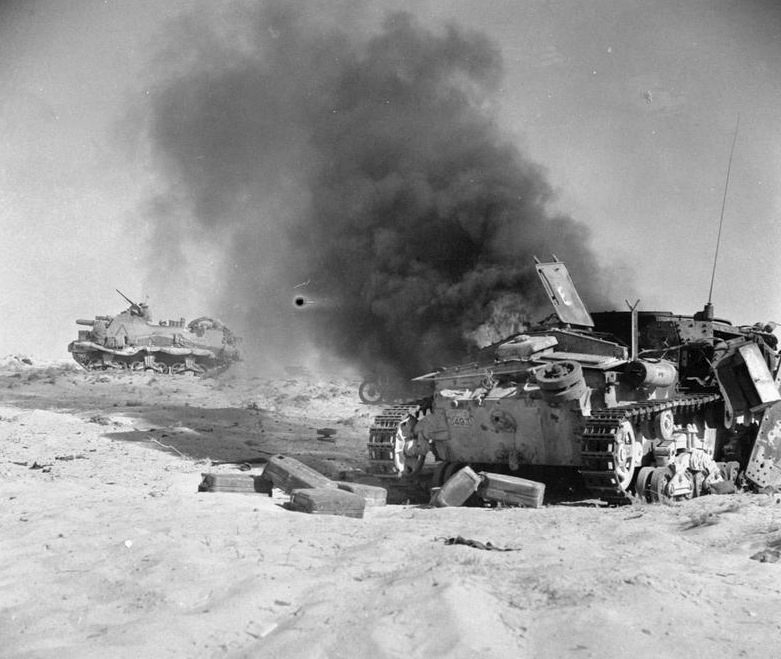
Ein britischer M7 passiert das Wrack eines brennenden 75/18 im Sommer 1942 im Wüstenkrieg

Der Semovente da 75/18 wurde ab 1941 an die italienische Armee ausgeliefert. Das Fahrzeug wurde sowohl als Sturmgeschütz im direkten als auch als Divisionsartillerie mit indirektem Feuer eingesetzt. Zwei Batterien zu je vier 75/18-Fahrzeugen waren der Artillerieabteilung einer italienischen Panzerdivision zugewiesen.
Das 75/18-Sturmgeschütz kam vor allem ab Januar 1942 in Nordafrika zum Einsatz. Dort waren diese Sturmgeschütze die einzigen italienischen Militärfahrzeuge, welche trotz ihrer Nachteile (schwacher Motor, beengtes Inneres) den alliierten Panzern durch ihre 75-mm-Kanone etwas entgegenzusetzen hatten. Da sie auf 500 m eine 70-mm-Panzerung durchschlagen konnten, waren sie in der Lage, die alliierten Standardpanzer M3 Lee/Grant und später M4 Sherman zu zerstören. Ihre geringe Silhouette sowie ihre im Vergleich zu den mittleren Panzern dicke Panzerung erwiesen sich ebenfalls als großer Vorteil. Da sie allerdings niemals in größeren Stückzahlen produziert wurden, konnten sie dennoch nicht die Unzulänglichkeiten der italienischen Panzerwaffe ausgleichen, die sich hauptsächlich auf die M13/40-Panzer stützte. So verfügten die italienischen Truppen während der zweiten Schlacht von El Alamein lediglich über 30 Semovente 75/18.
Nach der Kapitulation Italiens im September 1943 stellte die deutsche Wehrmacht 131 beschlagnahmte 75/18 unter dem Namen Sturmgeschütz M40 (i) oder M41 (i) in Dienst ihrer Sturmartillerietruppe. Da die Panzerfabrik im deutschen Einflussbereich lag, wurde dort die Produktion unter deutscher Leitung fortgesetzt.
Insgesamt wurden 467 Semoventi 75/18 gebaut (60 M40, 162 M41 sowie 190 + 55 M42), 55 davon nach der italienischen Kapitulation im September 1943.

## Erhaltene Exemplare
- Semovente M41 da 75/18 im Museo Storico della Motorizzazione Militare, Rom, Cecchignola
- Semovente M41 da 75/18 im Museo Oto Melara, La Spezia
- Semovente M42 da 75/18 im Museo dell’Aviazione, Rimini
- Semovente M42 da 75/18 im Musée des Blindés, Saumur